# John LaPorta
John LaPorta (13. dubna 1920 – 12. května 2004) byl americký jazzový klarinetista a saxofonista. Na klarinet začal hrát ve svých devíti letech a studoval na Mastbaum School, kde s ním chodil do třídy klarinetista Buddy DeFranco. Rovněž studoval na Manhattan School of Music v New Yorku. V letech 1942 až 1944 hrál v kapele saxofonisty Boba Chestera a následně strávil dva roky v kapele Woodyho Hermana. Roku 1954 nahrál album Jazzical Moods s kontrabasistou Charlesem Mingusem. Během své kariéry spolupracoval i s dalšími hudebníky, mezi které patří například Hank Mobley, Kenny Clarke nebo Helen Merrill. Zemřel v roce 2004 ve svých čtyřiaosmdesáti letech.